# Parc des Sports de Haguenau
Pour les articles homonymes, voir Parc des Sports.
Le Parc des Sports est un complexe sportif situé sur la commune de Haguenau.
Inauguré en septembre 1981. Son club résident est le Football Club Sports Réunis Haguenau, une équipe évoluant en National 2.

## Histoire
Le stade est inauguré par la ville de Haguenau en septembre 1981. Il est principalement utilisé par le FCSR Haguenau (communémemnt appelé FR Haguenau) fondé en 1987 à la suite de la fusion de deux clubs: le Football Club Haguenau (fondé en 1900) et les Sports réunis Haguenau (fondé en 1920).

## Utilisation et équipements

### Football
Le complexe est composé de six terrains. Le terrain d'honneur possède une tribune de 1 700 places. Un terrain annexe est lui aussi doté d'un pelouse naturelle. Deux autres terrains synthétiques complètent la partie football - l'un d'entre eux a été complètement refait pendant l'été 2022 - principalement utilisés par les sections jeunes du FR Haguenau et du FATIH.

### Rugby
Deux des terrains du parc des sports sont destinés à la pratique du rugby au profit du rugby club de Haguenau (RCH). Le second de ces terrains est également utilisé par le club de football américain Wolfpacks,. 

### Athlétisme
L'équipement d'athlétisme est constitué d'une piste de 400 mètres comportant six couloirs, deux aires de saut en hauteur, deux aires de saut en longueur, une aire de triple saut, deux aires de saut à la perche, une aire de lancer de poids, une aire de lancer de disque, une aire de lancer de javelot, une aire de lancer de marteau ainsi qu'une aire de lancer mixte. Cet équipement est utilisé par le FCH athlétisme.

### Divers
Le complexe dispose d'un parking de 500 places.

## Affluences
| Rang | Spectateurs | Compétition                       | Rencontre                         | Date            |
| ---- | ----------- | --------------------------------- | --------------------------------- | --------------- |
| 1    | 8 500       | 1/16 de finale de coupe de France | FCE Schirrein - Toulouse FC       | 24 janvier 2009 |
| 2    | 5 000       | 1/32 de finale de coupe de France | FCE Schirrein - Clermont Foot     | 3 janvier 2009  |
| 3    | 4 147       | 1/16 de finale de coupe de France | FCSR Haguenau - AS Nancy-Lorraine | 29 février 1976 |